# Тенетники
Тене́тники — село в Україні, в Бурштинській міській громаді Івано-Франківського району Івано-Франківської області. Населення становить 504 особи.

## Історія
29 вересня 1389 р. король Польський та великий князь Литовський Владислав надає Павлу Равшу село Тенетники в Галицькім повіті з обов'язком участі в кожній воєнній кампанії в якості кінного рицаря з оточенням й двома лучниками. Свідки: сандомирський воєвода і руський староста Ян, Михал Гаруданч, Ясек Мазовита, Бенек із Жабокруків, Юсько та Миколай Мазовита.. 
Згадується 5 травня 1438 року у протоколах галицького суду.
1502 року польський шляхтич Рафал із Сеняви купив у стриєчного брата Димитра Леліви з Сеняви Тенетники з умовою: якщо брат Димитра Станіслав, або його власний син Станіслав повернуться з турецької неволі й пред'являть свої права на село, Димитр дав би йому за 100 кіп грошей право на Ходорковичі, Заруддя.
У податковому реєстрі 1515 року в селі документується 1 лан (близько 25 га) оброблюваної землі.
У 1939 році в селі проживало 970 мешканців (600 українців, 20 поляків, 340 латинників, 10 євреїв).

## Відомі люди
- Пендерецький Олег — уродженець села, кандидат в депутати до Верховної ради України по Личаківському виборчому округу, Львів (1998 рік).